# Francisco de los Cobos y Molina
Francisco de Los Cobos y Molina, né vers 1477 à Ubeda et mort le 10 mai 1547 dans la même ville, est un homme d'État espagnol. Il est, à partir de 1529, le secrétaire d'État et principal conseiller du roi Charles Ier d'Espagne. Il est l'une des personnalités les plus influentes et puissantes de son époque.
Il fait partie de la lignée de Pedro Rodríguez de los Cobos (es) et fils de Diego de los Cobos (es), régent de cette ville et de Catalina de Molina. D'ascendance noble mais désargenté, il suit une carrière personnelle, politique et économique, stupéfiante.

## L'ascension
Il bénéficie très jeune de la position de son oncle Diego Vela Allide, secrétaire de la reine Isabelle de Castille. Cet oncle lui propose un poste comme aide à sa fonction de secrétaire, où il a une première expérience de la bureaucratie de l'empire. Peu après,  il exerce cette fonction près du doyen des secrétaires de la reine, Hernando de Zafra, qui lui fait gravir des échelons administratifs. En 1503, au service de Zafra, il est nommé secrétaire de chambre. À la mort de son mentor en 1507, commence une ascension politique fulgurante. Le roi Ferdinand II d'Aragon le nomme trésorier principal de Grenade et régisseur d'Ubeda en 1508, il est chargé des registres des concessions, des paiements en 1510 ; régisseur de Grenade en 1511, greffier des crimes d'Ubeda en 1513. En 1516, à la mort du roi catholique, le cardinal Cisneros reste comme seul régent de Castille et ordonne un « nettoyage » de l'administration. Cobos doit voyager en Flandre pour courtiser les précepteurs et conseils du nouveau monarque, Charles Ier, et gagner sa confiance. De ce point de vue là, ce voyage est un brillant succès. Francisco obtient l'appui de Guillaume de Croÿ, seigneur de Chièvres, et obtient le poste de secrétaire du roi le 12 décembre 1516.

## L'homme de l'empereur
En 1519, il prend l'habit de Saint-Jacques de l'épée et dix ans après il est nommé grand commandeur de Léon pour cet ordre, responsabilité la plus élevée que sa condition de simple hidalgo lui permet d'obtenir. La même année, il devient contrôleur des métaux précieux de Nouvelle-Espagne, charge alors relativement insignifiante mais qui lui permet de toucher 1 % du produit des mines américaines, ce qui fera sa fortune dans les années suivantes. Dès 1523, il devient secrétaire du conseil des Indes et de celui de la Chambre de Castille, poste particulièrement influent puisque, de fait, c'est lui qui recommande les candidats à tous les postes d'importance sous patronage royal au sein de la Couronne de Castille. La chute du secrétaire Jean Lallemand le propulse au premier plan : il réorganise la secrétairie de langue espagnole puis entre au conseil d'État. Après la mort du chancelier Mercurino Gattinara, Charles Quint divise les fonctions de la chancellerie entre deux secrétaires d'État à compétence régionale : Granvelle s'occupe de l'Empire et des Flandres, tandis que Cobos a la haute main sur l'Espagne et ses dépendances italiennes et américaines. Il devient alors l'un des plus proches conseillers de l'empereur et roi, qui apprécie sa compétence, son érasmisme et son total dévouement. Cette proximité lui permet d'acquérir une confortable fortune, des fiefs et une collection d'art tout à fait remarquable, allant de portraits du Titien aux artefacts précolombiens. Comme Granvelle, il reçoit des cadeaux des Médicis, par exemple, le Saint Jean-Baptiste d'Ubeda. Cette fortune lui permet de faire un beau mariage avec la fille du comte de Ribadavia, grande famille andalouse apparentée à tous les hauts lignages nobles de Castille comme les Pimentel, les Enriquez et les Velasco.
Cobos doit sa position à sa capacité de travail. Les ambassadeurs vénitiens y insistent : nul ne côtoie ni ne connait aussi bien les dossiers de l'empereur que lui. Tous les jours, il écrit, il annote, il prépare les consultes pour l'empereur qui traite en grande partie les affaires d'après le portrait que lui en fait son secrétaire. Sa fréquentation des affaires ibériques au sens large (il connait aussi très bien les dossiers portugais), de la situation en Italie, sa parenté de pensée avec l'empereur font de lui un personnage incontournable de la politique de l'époque. Juan Pardo de Tavera, lors de ses régences, s'appuie en partie sur ce savoir et son expérience du pouvoir. Son implication personnelle dans les finances impériales – il est contrôleur de métaux américains puis grand trésorier de Castille – font de lui un expert dans le maniement des prêts et autres opérations de changes, vitales à la monarchie.

## La rançon de la gloire
Cobos connut une ascension fulgurante qui lui attira de nombreuses inimitiés. Si l'empereur et son fidèle de toujours, Louis d'Avila le louent plus que tout autre, Pero Mexia (es), Francisco López de Gómara et Alonso de Santa Cruz soulignent son goût des femmes et sa rapacitité. Sur ce dernier point, Charles-Quint en rajoute en affirmant que sa femme fit à Cobos bien des torts. Il est vrai que Maria de Mendoza, ombrageuse noble jeune fille de trente-deux ans sa cadette, ne facilita pas toujours la vie du secrétaire.